# Farman F.140 Super Goliath
Farman F.140 Super Goliath là một loại máy bay ném bom bay đêm hai tầng cánh, 4 động cơ cỡ lớn của Pháp trong thập niên 1920.

## Biến thể
F.140
F.141

## Quốc gia sử dụng
Pháp
- Không quân Pháp

## Tính năng kỹ chiến thuật (F.140)

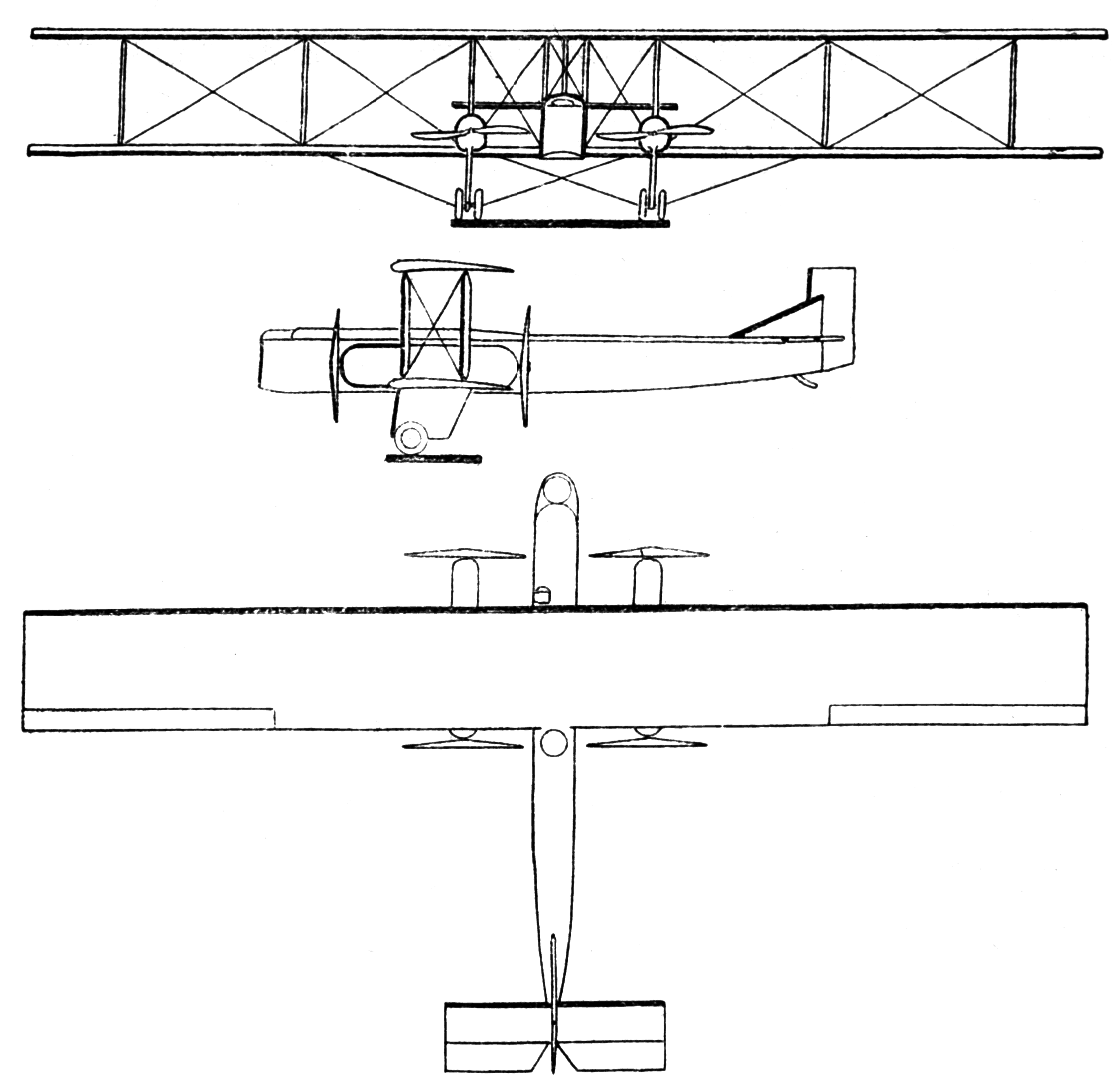
Farman F.140 Super Goliath

Dữ liệu lấy từ Les Avions Farman
Đặc tính tổng quan
- Kíp lái: 6
- Chiều dài: 19,70 m (64 ft 8 in)
- Sải cánh: 31,40 m (103 ft 0 in)
- Chiều cao: 6,50 m (21 ft 4 in)
- Diện tích cánh: 241,00 m2 (2.594,1 foot vuông)
- Trọng lượng rỗng: 7.705 kg (16.987 lb)
- Trọng lượng có tải: 11.792 kg (25.997 lb)
- Động cơ: 4 × Farman 12 We , 370 kW (500 hp)  mỗi chiếc
- Cánh quạt: 4-lá Levasseur

Hiệu suất bay
- Vận tốc cực đại: 182 km/h (113 mph; 98 kn)
- Tầm bay: 450 km (280 mi; 243 nmi)
- Trần bay: 6.500 m (21.325 ft)
- Thời gian lên độ cao: 26 phút 19 s lên độ cao 4.000 m (13.123 ft)

Vũ khí trang bị

- Bom: 3.000 kg (6.610 lb)